# Theologische Fakultät des Triveneto
Die Theologische Fakultät des Triveneto (ital.: Facoltà teologica del Triveneto; kurz FTTR) ist eine Hochschule in Trägerschaft der römisch-katholischen Kirche mit Sitz in Padua. Die Bezeichnung der theologischen Fakultät bezieht sich auf die Kirchenregion Triveneto.

## Geschichte
Am 26. Januar 1873 wurden an den staatlichen Universitäten Italiens die theologischen Fakultäten abgeschafft, darunter auch die 1363 errichtete theologische Fakultät der Universität Padua. Daraufhin wurde beim örtlichen Priesterseminar eine entsprechende theologische Fakultät eingerichtet, die bis 1931 bestand.
Aus der Außenstelle der Theologischen Fakultät von Norditalien entstand im Jahr 2005 die Theologische Fakultät des Triveneto. Sie wurde offiziell durch ein Dekret der Kongregation für das katholische Bildungswesen am 20. Juni 2005 errichtet und hat ihren Sitz im Bischöflichen Seminar des Bistums Padua. Wie in den Statuten der Fakultät festgelegt, die mit demselben Akt genehmigt wurden, wurde der damalige Patriarch von Venedig, Kardinal Angelo Scola, Vorsitzender der Bischofskonferenz von Triveneto, zum Großkanzler ernannt.
Die Anerkennung durch die italienischen Behörden erfolgte durch ein Dekret des Innenministers vom 10. März 2006, das der Fakultät den zivilrechtlichen Status verlieh.

## Organisation
In der gesamten Region Triveneto nimmt die Fakultät jedes Jahr etwa 1.700 Studenten auf, die von circa 300 Dozenten unterrichtet werden. Am Sitz in Padua wird das gesamte Theologiestudium (Bakkalaureat, Lizenziat und Doktorat in Theologie) angeboten, während an den verschiedenen angeschlossenen theologischen Instituten (ITA) nur das Bakkalaureat in Theologie und an den Höheren Instituten für Religionswissenschaften das Bakkalaureat und das Lizenziat in Religionswissenschaften erworben werden können.
Der Zentralfakultät sind fünf theologische Institute und sieben religionswissenschaftliche Hochschulen in der kirchlichen Region angegliedert:
- Studiengang Theologie
  - Hauptsitz der Fakultät in Padua (FTTR)
- Studiengang Religionswissenschaften
  - ISSR „Giovanni Paolo I“ von Belluno-Feltre, Treviso, Vittorio Veneto
  - ISSR von Bozen-Brixen (Bolzano-Bressanone)
  - ISSR „Santi Ermagora e Fortunato“ von Gorizia, Trieste, Udine
  - ISSR von Padua
  - ISSR „Romano Guardini“ von Trient
  - ISSR „San Pietro martire“ von Verona
  - ISSR „Mons. Arnoldo Onisto“ von Vicenza
- Weitere angeschlossene theologische Institute
  - Concordia-Pordenone - Theologisches Studio „Card. Celso Costantini“
  - Gorizia-Trieste-Udine - Interdiözesanes Theologisches Institut „San Cromazio di Aquileia“.
  - Belluno-Feltre, Treviso-Vittorio Veneto - Interdiözesanes Theologiestudium „Giuseppe Toniolo“
  - Verona - Theologisches Studio „San Zeno“

Daneben gibt es weitere lokale Einrichtungen, die mit Ordensgemeinschaften oder akademischen Institutionen in Rom verbunden sind:
- Universität Padua
- Universität Verona
- Fakultät für Kirchenrecht „S. Pio X“ (Venedig)
- Theologische Fakultät Lugano (Schweiz)
- Theologisches Institut „St. Antonius“ (Padua)
- Institut für Pastoralliturgie „St. Justina“ (Padua)
- Philosophisch-Theologische Hochschule Brixen (Brixen)
- Höheres Institut für Religionswissenschaften „Santa Maria di Monte Berico“ (Vicenza)
- Verband der theologischen Ausbildungsstätten von Triveneto

## Leitung
Großkanzler
Laut Statut ist der Großkanzler von Rechts wegen der Vorsitzende der Bischofskonferenz von Triveneto.
- Kardinal Angelo Scola (20. Juni 2005 – 28. Juni 2011)
- Erzbischof Dino De Antoni (13. September 2011 – 29. Mai 2012)
- Patriarch Francesco Moraglia, seit 29. Mai 2012

Stellvertretende Großkanzler
Laut Statut ist der Vize-Großkanzler von Rechts wegen der Bischof von Padua.
- Erzbischof Antonio Mattiazzo (20. Juni 2005 – 18. Juli 2015)
- Bischof Claudio Cipolla, seit 18. Oktober 2015

Dekane
- Andrea Toniolo (20. Juni 2005 – Februar 2008) (Prodekan)
- Andrea Toniolo (Februar 2008 – 28. Juli 2012)
- Roberto Tommasi (28. Juli 2012 – 30. Juli 2020)
- Andrea Toniolo, (30. Juli 2020 – 1. September 2024)
- Maurizio Girolami, seit 1. September 2024